# أوسكار فان ديلن
أوسكار فان ديلن (بالهولندية: Oscar van Dillen)‏ (مولود في 25 يونيو 1958) هو موسيقي ومؤلف هولندي.

## وصلات خارجية
- أوسكار فان ديلن على موقع IMDb (الإنجليزية)
- أوسكار فان ديلن على موقع ميوزك برينز (الإنجليزية)
- أوسكار فان ديلن على موقع أول ميوزيك (الإنجليزية)
- أوسكار فان ديلن على موقع ديسكوغز (الإنجليزية)
- الموقع الرسمي